# Natação no Campeonato Europeu de Esportes Aquáticos de 2022 - 50 m costas masculino
A prova dos 50 metros nado costas masculino da natação no Campeonato Europeu de Esportes Aquáticos de 2022 ocorreu nos dias 14 e 15 de agosto no Foro Italico, em Roma na Itália. 

## Calendário
| Fase          | Data         | Hora  |
| ------------- | ------------ | ----- |
| Eliminatórias | 14 de agosto | 09:35 |
| Semifinal     | 14 de agosto | 10:15 |
| Final         | 15 de agosto | 19:24 |

Todos os horários estão no horário local (UTC+1)

## Recordes
Antes desta competição, os recordes eram os seguintes:
|                       | Nadador            | Tempo | Local      | Data                |
| --------------------- | ------------------ | ----- | ---------- | ------------------- |
| Recorde mundial       | Hunter Armstrong   | 23.71 | Greensboro | 28 de abril de 2022 |
| Recorde europeu       | Kliment Kolesnikov | 23.80 | Budapeste  | 18 de maio de 2021  |
| Recorde do campeonato | Kliment Kolesnikov | 23.80 | Budapeste  | 18 de maio de 2021  |

## Medalhistas
| Ouro                     | Prata               | Bronze                 |
| Apostolos Christou (GRE) | Thomas Ceccon (ITA) | Ole Braunschweig (GER) |

## Resultados

### Eliminatórias
Esses foram os resultados das eliminatórias.
| Pos. | Bateria | Raia | Nadador                | Nacionalidade | Tempo | Notas |
| ---- | ------- | ---- | ---------------------- | ------------- | ----- | ----- |
| 1    | 4       | 4    | Thomas Ceccon          | Itália        | 24.69 | Q     |
| 2    | 5       | 4    | Apostolos Christou     | Grécia        | 24.72 | Q     |
| 3    | 3       | 6    | Björn Seeliger         | Suécia        | 24.79 | Q,    |
| 4    | 5       | 5    | Ole Braunschweig       | Alemanha      | 24.81 | Q     |
| 5    | 4       | 5    | Michele Lamberti       | Itália        | 24.88 | Q     |
| 6    | 3       | 5    | Yohann Ndoye Brouard   | França        | 24.89 | Q     |
| 7    | 5       | 6    | Simone Stefanì         | Itália        | 24.97 |       |
| 8    | 4       | 3    | Tomasz Polewka         | Polónia       | 25.04 | Q     |
| 9    | 3       | 3    | Michael Leytrovskiy    | Israel        | 25.05 | Q     |
| 10   | 3       | 7    | Kacper Stokowski       | Polónia       | 25.09 | Q     |
| 11   | 4       | 2    | Lorenzo Mora           | Itália        | 25.18 |       |
| 12   | 4       | 6    | Juan Segura            | Espanha       | 25.24 | Q     |
| 13   | 3       | 4    | Ksawery Masiuk         | Polónia       | 25.27 |       |
| 14   | 4       | 8    | Roman Mityukov         | Suíça         | 25.31 | Q     |
| 15   | 1       | 9    | Shane Ryan             | Irlanda       | 25.33 | Q     |
| 16   | 5       | 0    | Andrei Anghel          | Roménia       | 25.37 | Q     |
| 16   | 4       | 7    | Tomáš Franta           | Chéquia       | 25.37 | Q     |
| 18   | 5       | 7    | Jonathon Marshall      | Reino Unido   | 25.42 | Q     |
| 19   | 5       | 2    | Paweł Franke           | Polónia       | 25.46 |       |
| 20   | 2       | 5    | Jonathon Adam          | Reino Unido   | 25.49 | DES   |
| 20   | 3       | 9    | David Gerchik          | Israel        | 25.49 | DES   |
| 22   | 3       | 1    | Inbar Danziger         | Israel        | 25.65 |       |
| 23   | 5       | 1    | Sebastian Somerset     | Reino Unido   | 25.69 |       |
| 24   | 4       | 9    | João Costa             | Portugal      | 25.70 |       |
| 25   | 2       | 4    | Benedek Kovács         | Hungria       | 25.73 |       |
| 26   | 3       | 0    | Daniel Zaitsev         | Estónia       | 25.76 |       |
| 27   | 4       | 1    | Theodoros Andreopoulos | Grécia        | 25.81 |       |
| 28   | 5       | 8    | Evangelos Makrygiannis | Grécia        | 25.85 |       |
| 29   | 2       | 2    | Francisco Santos       | Portugal      | 25.88 |       |
| 30   | 3       | 2    | Jan Cejka              | Chéquia       | 25.89 |       |
| 31   | 2       | 3    | Oleksandr Zheltyakov   | Ucrânia       | 25.91 |       |
| 32   | 2       | 8    | Rémi Fabiani           | Luxemburgo    | 26.03 |       |
| 33   | 2       | 0    | Markus Lie             | Noruega       | 26.07 |       |
| 34   | 4       | 0    | Adam Maraana           | Israel        | 26.09 |       |
| 35   | 5       | 9    | Nicolás García         | Espanha       | 26.10 |       |
| 36   | 2       | 6    | Antoine Herlem         | França        | 26.15 |       |
| 37   | 2       | 7    | Kaloyan Levterov       | Bulgária      | 26.30 |       |
| 38   | 1       | 4    | Erikas Grigaitis       | Lituânia      | 26.34 |       |
| 39   | 1       | 6    | Anže Ferš Eržen        | Eslovênia     | 26.40 |       |
| 40   | 1       | 5    | Alex Ahtiainen         | Estónia       | 26.43 |       |
| 41   | 2       | 9    | Riedel Lentz           | Dinamarca     | 26.46 |       |
| 42   | 2       | 1    | Filippos Iakovidis     | Chipre        | 26.89 |       |
| 43   | 1       | 2    | Olli Kokko             | Finlândia     | 27.92 |       |
| 44   | 1       | 8    | Martin Muja            | Kosovo        | 28.15 |       |
| 45   | 1       | 7    | Thomas Wareing         | Malta         | 28.35 |       |
| 46   | 1       | 1    | Ared Ruci              | Albânia       | 29.98 |       |
| 47   | 1       | 0    | Kevin Shkurti          | Albânia       | 31.32 |       |
| 48   | 1       | 3    | Oskar Hoff             | Suécia        | DNS   | DNS   |
| 48   | 3       | 8    | Simon Bucher           | Áustria       | DNS   | DNS   |
| 48   | 5       | 3    | Mewen Tomac            | França        | DNS   | DNS   |

Desempate
Uma prova extra foi realizada no dia 14 de agosto ás 10:15 para definir a última vaga a semifinal.
| Pos. | Raia | Nadador       | Nacionalidade | Tempo | Notas |
| ---- | ---- | ------------- | ------------- | ----- | ----- |
| 1    | 5    | David Gerchik | Israel        | 25.11 | Q     |
| 2    | 4    | Jonathon Adam | Reino Unido   | 25.26 |       |

### Semifinal
Esses foram os resultados das semifinais. 
| Pos. | Bateria | Raia | Nadador              | Nacionalidade | Tempo | Notas |
| ---- | ------- | ---- | -------------------- | ------------- | ----- | ----- |
| 1    | 1       | 4    | Apostolos Christou   | Grécia        | 24.48 | Q     |
| 2    | 2       | 4    | Thomas Ceccon        | Itália        | 24.65 | Q     |
| 3    | 1       | 6    | Michael Leytrovskiy  | Israel        | 24.74 | Q     |
| 4    | 1       | 5    | Ole Braunschweig     | Alemanha      | 24.75 | q     |
| 5    | 2       | 3    | Michele Lamberti     | Itália        | 24.82 | Q     |
| 6    | 1       | 3    | Yohann Ndoye Brouard | França        | 24.96 | q     |
| 7    | 2       | 2    | Kacper Stokowski     | Polónia       | 24.98 | q     |
| 8    | 2       | 6    | Tomasz Polewka       | Polónia       | 25.04 | q     |
| 9    | 2       | 5    | Björn Seeliger       | Suécia        | 25.09 |       |
| 10   | 2       | 7    | Roman Mityukov       | Suíça         | 25.11 |       |
| 11   | 2       | 1    | Tomáš Franta         | Chéquia       | 25.12 |       |
| 12   | 1       | 1    | Andrei Anghel        | Roménia       | 25.14 |       |
| 13   | 1       | 7    | Shane Ryan           | Irlanda       | 25.19 |       |
| 14   | 2       | 8    | Jonathon Marshall    | Reino Unido   | 25.26 |       |
| 15   | 1       | 8    | David Gerchik        | Israel        | 25.27 |       |
| 16   | 1       | 2    | Juan Segura          | Espanha       | 25.48 |       |

### Final
Esse foi o resultado da final. 
| Pos.              | Raia | Nadador              | Nacionalidade | Tempo | Notas            |
| ----------------- | ---- | -------------------- | ------------- | ----- | ---------------- |
| Medalha de ouro   | 4    | Apostolos Christou   | Grécia        | 24.36 | Recorde nacional |
| Medalha de prata  | 5    | Thomas Ceccon        | Itália        | 24.40 | Recorde nacional |
| Medalha de bronze | 6    | Ole Braunschweig     | Alemanha      | 24.68 |                  |
| 4                 | 3    | Michael Leytrovskiy  | Israel        | 24.75 |                  |
| 5                 | 2    | Michele Lamberti     | Itália        | 24.85 |                  |
| 6                 | 1    | Kacper Stokowski     | Polónia       | 24.99 |                  |
| 7                 | 7    | Yohann Ndoye Brouard | França        | 25.06 |                  |
| 8                 | 8    | Tomasz Polewka       | Polónia       | 25.08 |                  |

Legenda
| Recorde mundial       | Recorde mundial (World record)               |                       | Recorde africano                      | Recorde africano (African) |                                           | Q | Classificado por posição (Qualified) |
| Recorde do campeonato | Recorde do campeonato (Championship record)  | Recorde da América    | Recorde da América (Americas)         | q                          | Classificado por melhor tempo (Qualified) |   |                                      |
| Melhor marca do ano   | Melhor marca do ano (World leading)          | Recorde asiático      | Recorde asiático (Asian)              | DNS                        | Não largou (Did not start)                |   |                                      |
| Recorde nacional      | Recorde nacional (National record)           | Recorde europeu       | Recorde europeu (European)            | DNF                        | Não terminou (Did not finish)             |   |                                      |
| Recorde pessoal       | Recorde pessoal do atleta (Personal best)    | Recorde da Oceania    | Recorde da Oceania (Oceania)          | DSQ / DQ                   | Desclassificado (Disqualified)            |   |                                      |
| Recorde da temporada  | Recorde da temporada do atleta (Season best) | Recorde sul-americano | Recorde sul-americano (South America) | NM                         | Sem marca (No mark)                       |   |                                      |